# Мелиса де ла Круз
Мелиса де ла Круз (на английски: Melissa de la Cruz) е американска писателка на бестселъри в жанра юношески любовен роман, чиклит и фентъзи.

## Биография и творчество
Мелиса де ла Круз е родена на 7 септември 1971 г. в Кесон Сити, Филипините. Баща ѝ е инвестиционен банкер. Израства в Манила. Като малка е била модел за детска мода. Когато е на 12 години семейството ѝ емигрира в САЩ. Завършва католическа гимназия към манастира „Светото сърце“ в Сан Франциско.
Завършва през 1993 г. с бакалавърска степен история на изкуството и магистърска степен по английска филология в Колумбийския университет в Ню Йорк. След дипломирането си в периода 1993 – 2001 г. работи като компютърен програмист и едновременно като журналист в Ню Йорк. Пише статии за мода и красота в „Ню Йорк Таймс“, „Мари Клер“, „Харпърс базар“, „Гламър“, „Комополитън“, „Тийн Вог“, и др. Участва като експерт по мода и тенденции за предавания на CNN и FoxNews.
Написва първия си ръкопис когато е на 22 години, но той остава непубликуван. През 2001 г. е публикуван първият ѝ роман „Cat's Meow“ (Котешко мяукане) последван от две документални книги свързани с модата.
Успехът ѝ идва през 2006 г. с първия роман „Синя кръв“ от едноименната фентъзи вампирска поредица. Главната героиня е млада потомка на едни от първите заселници вампири в САЩ. Тя трябва да узнае произхода си и да се бори с вампирите от „синята кръв“, които убиват другите, за да получат силата им.
През 2012 г. е издаден романът ѝ „Вещиците от Ийст Енд“ от поредицата „Семейство Бошан“. Главните героини са три могъщи вещици, които владеят магически сили да лекуват и предсказват бъдещето, но им е забранено да използват силите си. Но това се променя когато идва богат мъж. Книгата става бестселър и през 2013 – 2014 г. е екранизирана в едноименния много успешен телевизионен сериал с участието на Джулия Ормънд, Джена Дюън и Рейчъл Бостън.
Произведенията на писателката са публикувани в повече от 20 страни по света.
Мелиса де ла Круз живее със семейството си в Палм Спрингс и в Холивуд Хилс, Лос Анджелис.

## Произведения

### Самостоятелни романи
- Cat's Meow (2001)
- Fresh Off the Boat (2005)
- Girl Stays in the Picture (2009)
- Surviving High School (2016) – в съавторство Леле Понс
- Something in Between (2016)
- Pride and Prejudice and Mistletoe (2017)
- Someone to Love (2018)
- Once Upon A River (2018)
- Gotham High (2018)
- The Birthday Girl (2019)
- Jo & Laurie (2020) – в съавторство с Маргарет Стоъл
- High School Musical: The Musical: The Series: The Road Trip (2021)
- Cinder & Glass (2022)
- A Secret Princess (2022) – в съавторство с Маргарет Стоъл
- The Headmaster's List (2023)

### Серия „По двойки“ (Au Pairs)
1. The Au Pairs (2004) – издаден и като „Beach Lane“
2. Skinny-Dipping (2005)
3. Sun-kissed (2006)
4. Crazy Hot (2007)

### Вселената на „Синя кръв“

#### Серия „Синя кръв“ (Blue Bloods)
1. Blue Bloods (2006)
Синя кръв, изд. „Софтпрес“, София (2012), прев. Емилия Андонова
2. Masquerade (2007)
Маскарад, изд. „Софтпрес“, София (2013), прев. Емилия Андонова
3. Revelations (2008)
4. The Van Alen Legacy (2009)
5. Misguided Angel (2010)
6. Lost In Time (2011)
7. Gates of Paradise (2013)
8. After Life (2022)

##### Съпътстващи издания
- Keys to the Repository (2010)
- Bloody Valentine (2010)

#### Серия „Семейство Бошан“ (Beauchamp Family)
1. Witches of East End (2011) – издаден и като „Witches of the East“ 
Вещиците от Ийст Енд, изд. „Еклиптик“, София (2014), прев. Виолина Димова
2. Serpent's Kiss (2012)
Целувката на змията, изд. „Еклиптик“, София (2014), прев. Виолина Димова
3. Winds of Salem (2013)
Ветровете на Салем, изд. „Еклиптик“, София (2014), прев. Виолина Димова, Невена Янакиева

##### Съпътстващи издания
- Diary of the White Witch (2012) – предистория

#### Серия „Вълчи пакт“ (Wolf Pact)
1. Wolf Pact, Part I (2012) – е-книга
2. Wolf Pact, Part II (2012) – е-книга
3. Wolf Pact, Part III (2012) – е-книга
4. Wolf Pact, Part IV (2012) – е-книга

Четирите се съдържат в хартиеното издание Wolf Pact (2012).

#### Серия „Лято в Ийст Енд“ (Summer on East End)
1. Triple Moon (2015)
2. Double Eclipse (2016)

#### Серия „Новото сборище на синя кръв“ (The New Blue Bloods Coven)
1. Vampires of Manhattan (2014)
2. White Nights (2017)

### Серия „Ашли“ (Ashleys)
1. The Ashleys (2007)
2. Jealous? (2008)
3. Birthday Vicious (2008)
4. Lip Gloss Jungle (2008)

### Серия „Ангели на булевард Сънсет“ (Angels On Sunset Boulevard)
1. Angels On Sunset Boulevard (2007) – издаден и като „Angels on Sunset Strip“
2. Angels Lie (2009)
3. The Strip (2009)

### Серия „Сърцето на ужаса“ (Heart of Dread) – с Майкъл Джонсън
1. Frozen (2013)
2. Stolen (2014)
3. Golden (2016)

### Серия „Пръстенът и короната“ (The Ring & the Crown)
1. The Ring & the Crown (2014)
2. The Lily and the Cross (2017)

### Серия „Наследниците“ (Descendants)
1. The Isle of the Lost (2015)
Островът на изгубените: историята на наследниците, изд. „Егмонт България“, София (2015), прев. Ирина Денева – Слав
2. Return to the Isle of the Lost (2016)
Завръщане на Острова на изгубените, изд. „Егмонт България“, София (2016), прев. Ирина Денева – Слав
3. Rise of the Isle of the Lost (2017)
Възходът на Острова на изгубените, изд. „Егмонт България“, София (2017), прев. Ирина Денева – Слав
4. Escape from the Isle of the Lost (2019)

### Серия „Алекс и Илайза“ (Alex and Eliza)
1. Alex and Eliza (2017)
2. Love & War (2018)
3. All for one (2019)

### Серия „29“ (29)
1. 29 Dates (2019)
2. 29 Boyfriends (2019)

### Серия „Асасинът на кралицата“ (The Queen's Assassin)
1. The Queen's Assassin (2020)
2. The Queen's Secret (2021)

### Серия „Хрониките на никога след това“ (The Chronicles of Never After)
1. The Thirteenth Fairy (2020)
2. The Stolen Slippers (2022)
3. Rise of the Seven (2022)

### Графични романи

#### Серия „Синя кръв: Графични романи“ (Blue Bloods: The Graphic Novel Series)
1. Blue Bloods: The Graphic Novel (2013) – адаптиран от Робърт Вендити, илюстрации на Алина Урусов

#### Самостоятелни романи
- Gotham High (2020) – илюстрации на Томас Питили

### Собрници
- Snow in Love (2018) – с Ник Стоун, Ейми Фридман и Кейси Уест

### Документалистика
- How to Become Famous in Two Weeks or Less (2003) – с Карън Робинович
- The Fashionista Files: Adventures in Four-Inch Heels and Faux Pas (2004) – с Карън Робинович
- Girls Who Like Boys Who Like Boys (2007) – с Том Долби

### Екранизации
- Вещиците от Ийст Енд, Witches of East End – ТВ сериал, 23 епизода, продуцент